# Servei de cua de missatges
Un servei de cua de missatges és un programari intermediari orientat a missatges o MOM desplegat en un núvol informàtic mitjançant programari com a model de servei. Els subscriptors del servei accedeixen a cues i/o temes per intercanviar dades mitjançant patrons punt a punt o publicar i subscriure.
Un servei de cua de missatges pretén eliminar la sobrecàrrega tradicional associada a l'operació d'infraestructures de missatgeria internes. Aquestes despeses generals d'explotació inclouen:
- Capacitat no utilitzada instal·lada per satisfer les demandes punta.
- Recursos humans necessaris per mantenir la infraestructura de missatgeria.
- Temps d'inactivitat dels projectes esperant l'aprovisionament de recursos.
- Cal aïllar els recursos de missatgeria.

A més de reduir el cost, un servei de cua de missatges busca simplificar l'accés als recursos de missatgeria i, per tant, facilitar els esforços d'integració dins de les organitzacions i entre elles.
Un servei de cua de missatges també crea un nou valor proporcionant costos reduïts, millor rendiment i fiabilitat. Per oferir aquests avantatges, un servei de cua de missatges aprofita els recursos informàtics al núvol com ara l'emmagatzematge, la xarxa, la memòria i la capacitat de processament. Mitjançant l'ús de recursos informàtics al núvol pràcticament il·limitats, un servei de cua de missatges ofereix una plataforma de missatgeria a escala d'Internet.
Prestadors del servei: IBM MQ, Microsoft Azure Service Bus, Servei de missatgeria al núvol d'Oracle, Amazon Simple Queue Service, IronMQ, StormMQ, AnypointMQ.